# Cork Harlequins HC
Cork Harlequins HC is een Ierse hockeyclub uit Cork.
De club werd in 2002 All Ireland Club Champion (landskampioen) en mocht daardoor voor het eerst deelnemen aan het Europacup I toernooi in 2003. Cork Harlequins eindigde op dit toernooi op de zevende plaats. Eerder in 1992 nam Cork al eens deel aan het Europacup II toernooi.